# Религия в КНДР

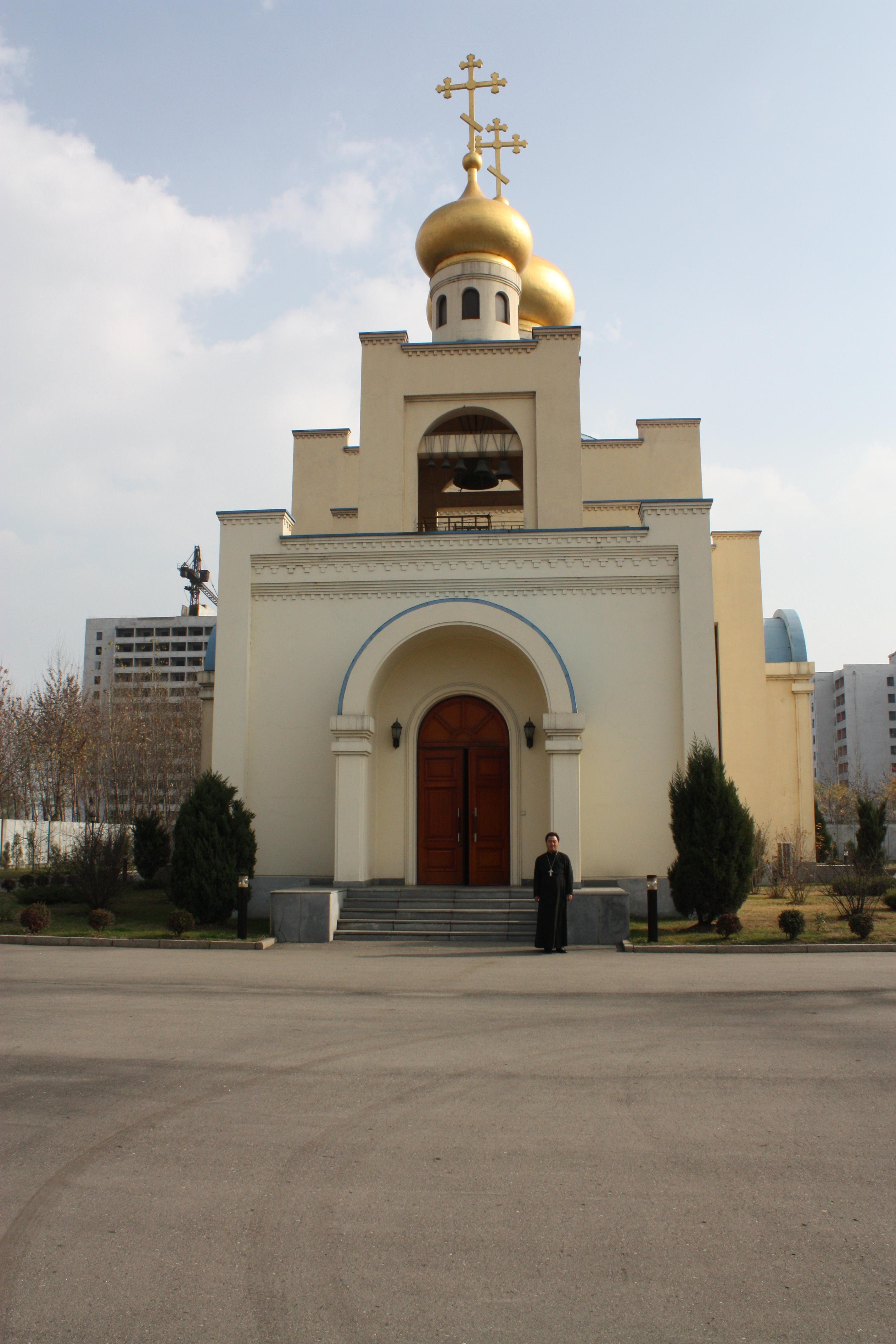
Православная церковь Святой Живоначальной Троицы в Пхеньяне

Эта статья описывает религию в прошлом и настоящем Корейской Народно-демократической республики.

## Официальный статус
В соответствии с Конституцией КНДР, «Гражданам гарантируется свобода совести» (глава 5, статья 68). В соответствии с ней, все верующие должны пользоваться равными со всеми другими гражданами правами в социально-политической области. В стране действует Совет корейских верующих — общерелигиозная организация, защищающая свободу вероисповедания и демократические права всех верующих. Председатель ЦК Корейской христианской федерации Кан Ен Соб, председатель ЦК партии молодых друзей Чхондоге Кореи Рю Ми Ен и другие верующие являются депутатами Верховного Народного Собрания и местных народных собраний.
В КНДР существует культ личности «Великого вождя» Ким Ир Сена и его сына Ким Чен Ира. Их портреты находятся повсеместно на улицах, в школах, офисах и домах. Идеологическое учение этих двух человек является основой школьного обучения.
Этот культ личности вместе с идеологией чучхе («опора на собственные силы») потеснил традиционные религиозные верования корейцев КНДР. Согласно докладам западных правозащитников, де-факто правительство КНДР не обеспечивает гражданскому обществу свободу вероисповеданий, создавая лишь её иллюзию поддержкой нескольких религиозных групп.
По итогам исследования международной благотворительной христианской организации «Open Doors» за 2015 год, КНДР занимает 1 место в списке стран, где чаще всего притесняют права христиан.

## Традиционные религии
| Религия в Северной Корее | Религия в Северной Корее | Религия в Северной Корее | Религия в Северной Корее | Религия в Северной Корее |
| ------------------------ | ------------------------ | ------------------------ | ------------------------ | ------------------------ |
| Атеисты                  |                          |                          | 64,31 %                  |                          |
| Шаманизм                 |                          |                          | 16 %                     |                          |
| Неоконфуцианство         |                          |                          | 13,50 %                  |                          |
| Буддисты                 |                          |                          | 4,50 %                   |                          |
| Христиане                |                          |                          | 1,69 %                   |                          |
| Религия в КНДР           |                          |                          |                          |                          |

Традиционные религии КНДР схожи с традиционными религиями Южной Кореи, так как до 1945 года обе эти страны составляли единое целое. Большая часть населения исповедовала буддизм и конфуцианство, также было значительное количество христиан и последователей Чхондогё (религия «Небесного пути»). Из религиозных сооружений главными являются Чанчхунский христианский храм в Пхеньяне, Понсуская и Чильгорская церкви, буддийский храм Кванбоб в Пхеньяне, буддийские храмы Рентхон (в Кэсоне) и Похен (на горе Мёхян). В них регулярно исполняются религиозные обряды.

### Буддизм
Официальные источники КНДР говорят о 10 тысячах последователей буддизма в стране. Буддизм исповедуется под контролем официальной Корейской буддистской федерации. По всей стране разбросано около 300 буддистских храмов, однако подавляющее большинство из них расценивается только как исторические и архитектурные памятники. В стране существует институт буддизма с трёхлетним курсом обучения.

### Христианство

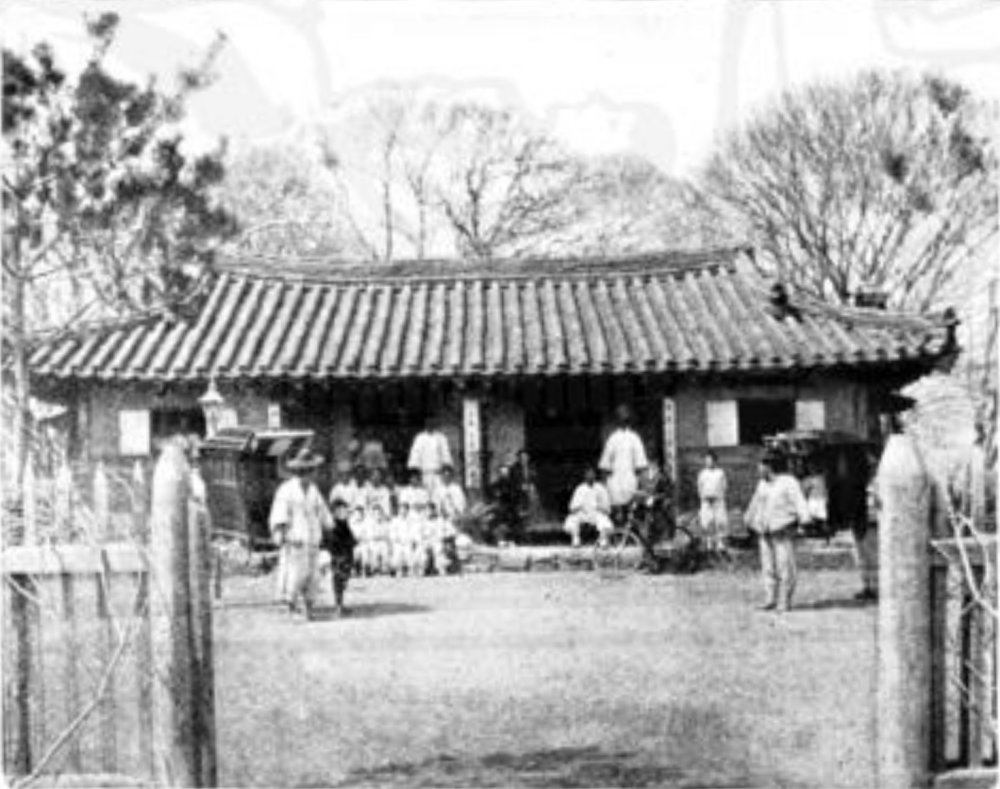
Протестантская церковь в Sorae (сейчас Ryongyon County, Хванхэ-Намдо) в 1895.

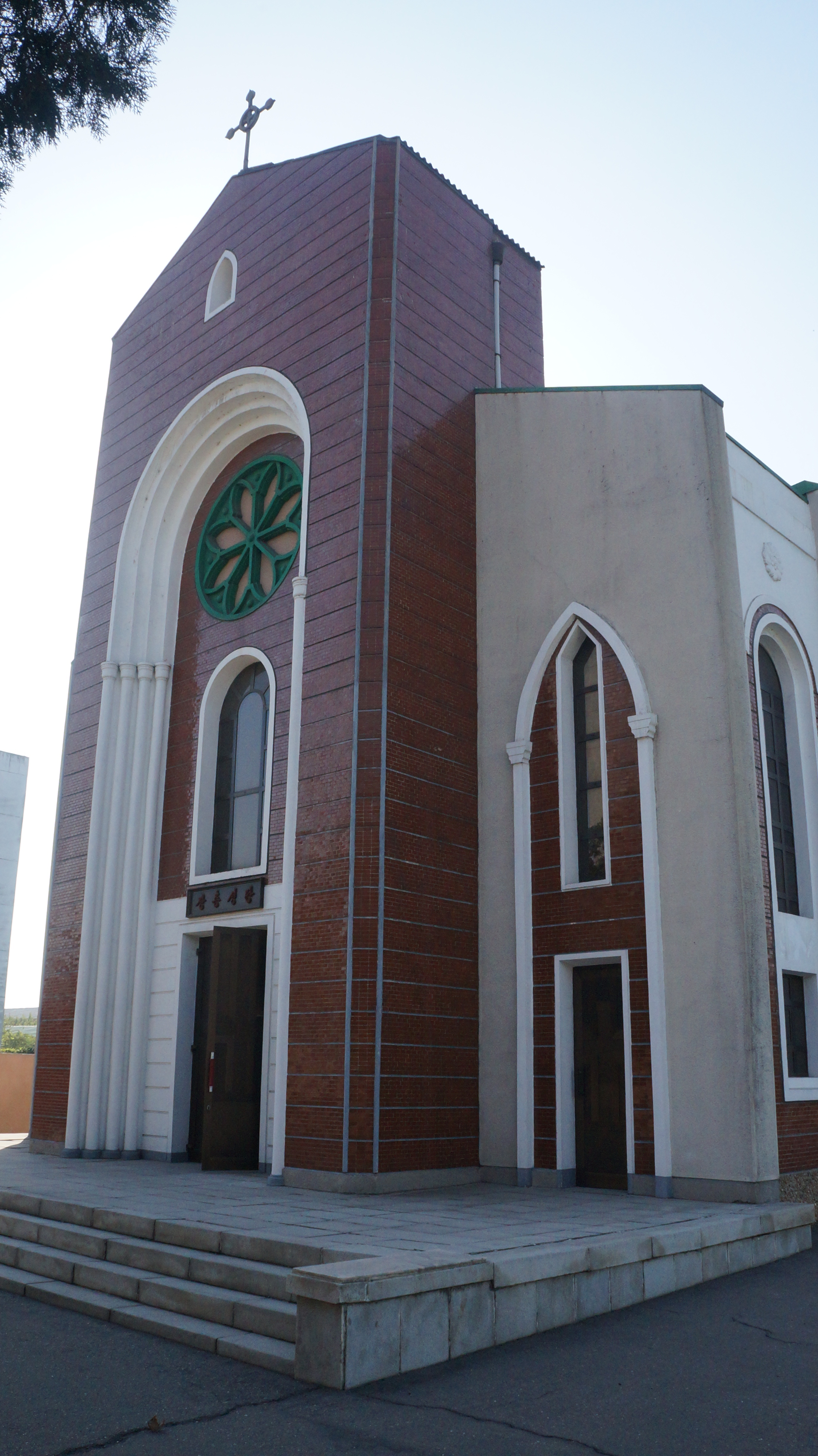
Собор Чханчхун — кафедральный собор Епархии Пхеньяна.

Северокорейское правительство рассматривает христианство (особенно протестантизм) как американское влияние и борется с его распространением. И для этих опасений есть основания: так, 27 октября 2015 г. телекомпания CNN сообщила об использовании американскими спецслужбами сотрудников христианской благотворительной организации Humanitarian International Services Group (HISG) для доставки в КНДР радиомаяков и другого шпионского оборудования. При этом северокорейские власти идут на контакт с южнокорейскими католиками, выступающими за объединение полуострова. Так, 28 октября 2015 г. КНДР посетила католическая делегация в составе 12 южнокорейских священников из Ассоциации католических священников за справедливость, которые провели совместное богослужение с северокорейскими коллегами. 
Официальные цифры и факты, касающиеся положения христианства в стране , подвергаются критике со стороны иностранных наблюдателей.
В Пхеньяне расположены четыре христианские церкви. Одна из них (собор Чханчхун) официально является католической, хотя священника в ней нет, две являются протестантскими. В 2003 году была построена православная церковь; она была готова в 2006. В стране действует под наблюдением государственных органов православная организация «Православный комитет КНДР».
Христианство в КНДР официально представлено Корейской христианской федерацией, государственным органом, ответственным за контакты с религиозными организациями за границей.

### Чхондогё
Религия Чхондогё («Небесный путь») возникла во время движения Тонхак в XIX веке. Она сочетает элементы, присущие буддизму, шаманизму, конфуцианству, даосизму и христианству. В парламенте КНДР существует Партия молодых друзей небесного пути.